# Não É o Fim
Não é o Fim é o sétimo álbum de estúdio, da banda Novo Som lançado em 1999. Este álbum considerado pelos puristas um dos melhores, se não o melhor disco da banda devido ao conjunto da obra. Já conhecendo bem o público, a banda trabalhou em um repertório bem dinâmico e arrojado.
Devido a uma polêmica, Não é o Fim foi lançado em duas edições – uma com dez músicas e outra com oito.
Em 2015, foi considerado, pelo portal Super Gospel, o 67º maior álbum da música cristã brasileira. Em 2018, foi considerado o 39º melhor álbum da década de 1990, de acordo com lista publicada pelo mesmo portal.

## Faixas da 1ª Edição
(Todas as músicas por Lenilton, exceto onde anotado)
1. Venha Ser Feliz - 04:21 (Val Martins  e  Lenilton )
2. Por Um Mundo Melhor - 04:35
3. Bandido ou Herói - 05:09
4. No Meu Coração - 04:29
5. Não é o Fim - 04:29 (Mito e Lenilton)
6. Fonte de Amor - 05:23 (Sérgio Knust e Val Martins)
7. Semente de Deus - 03:12 (Sérgio Knust e Lenilton)
8. Estou Aqui - 03:48
9. Pra Não Esquecer - 04:11
10. No Jardim do Coração - 04:07 (Mito e Lenilton)

## Faixas da 2ª Edição
(Todas as músicas por Lenilton, exceto onde anotado)
1. Venha Ser Feliz - 04:21 (Val Martins, Lenilton e César Lemos)
2. Por Um Mundo Melhor - 04:35
3. Bandido ou Herói - 05:09
4. No Meu Coração - 04:29
5. Não é o Fim - 04:29 (Mito e Lenilton)
6. Estou Aqui - 03:48
7. Pra Não Esquecer - 04:11
8. No Jardim do Coração - 04:07 (Mito e Lenilton)

## Créditos
- Lead Vocal: Alex Gonzaga
- Teclados: Mito
- Guitarra: Sérgio Knust
- Baixo: Lenilton
- Bateria: Geraldo Abdo